# まひるの流れ星☆☆
『まひるの流れ星☆☆』（まひるのながれぼし）は、いわおかめめによる日本の漫画作品。
『ちゃお』（小学館）において2007年12月号から2008年12月号まで連載された。単行本は全3巻。

## あらすじ
星の力を使うことが出来る女の子・まひるは、一人前の星使いになるために修行に出る。まひるは一緒に修行をしている星使い・奈斗の事が気になっていく。

## 登場人物
南十字まひる
見習い星使いでかぐやさんのもとで修行中。
魚座・山羊座・乙女座、また奈斗と協力した時に限り、双子座を使う事が出来る。
3月11日生まれ、O型。
白鳥奈斗
1年前からかぐやさんの下で修行中の見習い星使い。
蟹座・水瓶座・牡羊座・射手座、またまひる同様、まひると協力した時に限り、双子座を使う事が出来る。
4月20日生まれ、AB型。
月藤かぐや
星の力でパンを作る。
まひると奈斗の星使いの先生。
十二星座に加え、からす座などの48星座も使う事が出来ると思われる。
暁みちる
少し不思議な転校生。
獅子座を使う事ができ、「レグルス」と名付け、常に行動を共にしている。
母親は既に亡くなっており、現在は父親と妹の水月と三人暮らし。
8月12日生まれ、O型。
朝倉朝花
まひるのクラスメイト。5月19日生まれ。
クラスのムードメーカー的存在で、転校して間もないまひるともすぐに仲良くなった。
一度まひるが星使いであることを知ってしまったが、まひると奈斗の機転により夢と思い込み、からす座による記憶の消去を免れた。
チョコ・マーブル
まひるといつも一緒にいるウサギ。茶色がオスのチョコで白がメスのマーブル。

## 書誌情報
- いわおかめめ『まひるの流れ星☆☆』小学館〈ちゃおコミックス〉全3巻

1. 2008年4月1日発売、ISBN 978-4091316967
2. 2008年9月1日発売、ISBN 978-4091317964
3. 2009年2月27日発売、ISBN 978-4091322791

第1巻には著者の前作である『ぎゅぎゅっと守って!』の番外編が併録されている。